# Ålsoppa
Ålsoppa är en soppa med ål som huvudingrediens och är Blekinges landskapsrätt. Soppan är relativt mild i smaken.

## Exempel på ingredienser
- Ål
- Vatten
- Kryddor (peppar)
- Rå potatis
- Purjolök
- Mjölk
- Persilja[1]

I vissa soppor har man även i morötter.